# Ben Hope
Ben Hope (en gaèlic escocès Beinn Hòb pronunciat [peɲ hɔːp]}) és una muntanya situada al nord d'Escòcia. Té una alçada de 927 msnm i una prominència de 727 m. És el Munro que està més al nord, alçant-se sobre un terreny pla (erm desigual, cobert de torba) al sud-est del Loch Hope a Sutherland. La muntanya té forma aproximada de tascó triangular, amb una gran penya en l'oest, i dues carenes inferiors al sud i nord-est. Les flors alpines són abundants durant la temporada, encara que la terra sigui molt rocosa.
La principal ruta cap al cim comença a Strathmore, a l'oest de la muntanya, seguint el burn (rierol) Allt-na-caillich que flueix a través d'un buit en la penya que dona a l'oest. La ruta és escarpada i no exposada, però ben marcada. Apropar-se des de l'est és rar, ja que hi ha una àmplia extensió de l'erm cobert de bruc sense camins en aquella direcció. L'acostament des del Nord no és possible per senderistes, ja que no hi ha sendera oberta entre les penyes.
En un dia clar la vista des del cim inclou el Pentland Firth, Loch Eriboll i les muntanyes properes d'Arkle i Foinaven.
Just al sud d'Allt-na-caillich, en la carretera de Strathmore road, està el broch de Dùn Dornaigil.